# 福岡県道238号豊津椎田線
福岡県道238号豊津椎田線（ふくおかけんどう238ごう とよつしいだせん）は、福岡県京都郡みやこ町から築上郡築上町に至る一般県道である。

## 概要
京都郡みやこ町豊津から築上郡築上町大字椎田に至る。
京都郡みやこ町豊津地区と築上郡築上町中心部を結び、京都郡みやこ町 - 築上郡築上町大字安武間は片側1車線の区間もあるが、ほとんどが道幅1.5車線ほどの道路である。築上郡築上町大字安武 - 大字椎田までは片側1車線の道路となり築上郡築上町大字椎田の築上町役場付近で国道10号と交わる。

### 路線データ
- 起点：福岡県京都郡みやこ町豊津（国道496号交点）
- 終点：福岡県築上郡築上町大字椎田（築上町役場前交差点、国道10号交点、福岡県道233号日出野椎田線終点）

## 路線状況

### 重複区間
- 福岡県道235号小山田東八田線（築上郡築上町大字広末・築上町広末交差点 - 築上郡築上町大字広末）
- 福岡県道233号日出野椎田線（築上郡築上町大字椎田 - 築上郡築上町大字椎田・築上町役場前交差点（終点））

### 道路施設

#### 橋梁
- 綾野橋（祓川、京都郡みやこ町）
- 赤幡橋（城井川、築上郡築上町）
- 船田橋（岩丸川、築上郡築上町）

## 地理

### 通過する自治体
- 京都郡みやこ町
- 築上郡築上町

### 交差する道路
| 交差する道路                                    | 市町村名 | 市町村名 | 交差する場所 | 交差する場所              |
| ----------------------------------------------- | -------- | -------- | ------------ | ------------------------- |
| 国道496号                                       | 京都郡   | みやこ町 | 豊津         | 起点                      |
| 福岡県道243号節丸新田原停車場線                 | 京都郡   | みやこ町 | 綾野         |                           |
| 福岡県道237号寒田下別府線                       | 築上郡   | 築上町   | 安武         | 築上町安武交差点          |
| 福岡県道235号小山田東八田線 重複区間起点        | 築上郡   | 築上町   | 大字広末     | 築上町広末交差点          |
| 福岡県道235号小山田東八田線 重複区間終点        | 築上郡   | 築上町   | 大字広末     |                           |
| 福岡県道58号椎田勝山線                          | 築上郡   | 築上町   | 大字越路     | 築上町越路交差点          |
| 福岡県道233号日出野椎田線 重複区間起点          | 築上郡   | 築上町   | 大字椎田     |                           |
| 国道10号 福岡県道233号日出野椎田線 重複区間終点 | 築上郡   | 築上町   | 大字椎田     | 築上町役場前交差点 / 終点 |

### 交差する鉄道
- 日豊本線

### 沿線
- 築上町役場